# Finn Jones
Finn Jones, ursprungligen Terence Jones, född 24 mars 1988, är en brittisk skådespelare. Han är främst känd för sin roll som Loras Tyrell i Game of Thrones. Jones spelar huvudrollen som Iron Fist i serien Marvel's Iron Fist.

## Filmografi (i urval)

### Film
| År   | Titel                    | Roll   | Anmärkning |
| ---- | ------------------------ | ------ | ---------- |
| 2012 | Wrong Turn 5: Bloodlines | Teddy  |            |
| 2014 | Sleeping Beauty          | Barrow |            |
| 2014 | The Last Showing         | Martin |            |

### TV
| År        | Titel                     | Roll                        | Anmärkning  |
| --------- | ------------------------- | --------------------------- | ----------- |
| 2009      | Hollyoaks Later           | Jamie                       | Två avsnitt |
| 2010      | The Sarah Jane Adventures | Santiago Jones              | Två avsnitt |
| 2010      | The Bill                  | Mark Kennedy                | Två avsnitt |
| 2010      | Hollyoaks                 | Jamie                       | Två avsnitt |
| 2010–2011 | Doctors                   | Tristan Bentley / Tim Hebdo | Två avsnitt |
| 2011–2016 | Game of Thrones           | Loras Tyrell                | 20 avsnitt  |
| 2015      | Life in Squares           | Julian Bell                 |             |
| 2017      | Iron Fist                 | Danny Rand / Iron Fist      | 13 avsnitt  |